# 阿賓登 (馬里蘭州)
阿賓登（英語：Abingdon）是位於美國馬里蘭州哈福德縣的一個普查規定居民點。

## 人口
根據2020年美國人口普查的數據，阿賓登的面積為7.19平方千米，當中陸地面積為7.16平方千米，而水域面積為0.03平方千米。當地共有人口4826人，而人口密度為每平方千米671.21人。